# Homecoming (Lost)
«Homecoming» (titulado «Bienvenida» en España y «Regreso a Casa» en Hispanoamérica) es el décimo quinto capítulo de la primera temporada de la serie Lost (Perdidos). Clarie vuelve, y mientras Ethan se detiene al no poder hacer nada para hacerla volver, Charlie y los otros sobrevivientes están decididos a defenderse. FLASHBACK de Charlie Pace.

## Trama

### Flashbacks
Los flashbacks muestran a Charlie Pace en el apogeo de su adicción a las drogas. Para ganar dinero y comprar más heroína, Tommy (Darren Richardson) le cuenta sobre Lucy Heatherton (Sally Strecker), cuyo padre es rico. Planea que Charlie le robe algo de valor y luego lo venda. Una vez invitada a su casa, Charlie tiene interés en robar un cenicero que había pertenecido a Winston Churchill. Sin embargo, al sentir algo por Lucy acepta un trabajo vendiendo fotocopiadoras para poder volverse respetable, a lo que Tommy se opone. Eventualmente, la abstinencia le afecta y roba el cenicero antes de empezar el trabajo. Su plan de convertirse en respetable fracasa cuando se desmaya después de vomitar bajo la tapa de la fotocopiadora que está demostrando, y los posibles clientes, que trabajan para una de las empresas del padre de Lucy, encuentran la valiosa antigüedad en su chaqueta. Cuando va a ver a Lucy para explicarle, ella se niega a escuchar su explicación y le dice a Charlie que nunca se hará cargo de nadie.

### En la isla
Charlie se despierta con el alboroto que se ha formado en el campamento, al incorporarse no sale de su asombro al ver a Locke llevando a Claire en sus brazos. Sin embargo, cuando trata de hablar con ella, se da cuenta de que no recuerda nada posterior al accidente del avión.
Poco más tarde, Charlie y Jin están caminando en la jungla, y súbitamente, Jin es noqueado. Charlie se encuentra cara a cara con Ethan y éste le amenaza, diciéndole que si no le devuelven a Claire, irá matando a los sobrevivientes, uno a uno. El grupo decide esperar a Ethan y capturarlo en la noche, pero a pesar de las precauciones, a la mañana siguiente aparece uno de los sobrevivientes, muerto.
Pasando a una posición más agresiva, Jack desentierra el maletín del marshal con las pistolas y, junto a Claire y algunos sobrevivientes más, deciden tenderle una emboscada a Ethan. Planean usar a Claire como carnada, mientras Jack, Sawyer, Locke, Sayid y Kate, con un arma cada uno, la vigilan. Charlie se opone al plan, ya que involucra arriesgar a Claire, además pide una pistola para él, pero los otros se niegan porque nunca utilizó una. El plan sale razonablemente bien ya que logran acorralar a Ethan y Jack lo somete tras una breve pelea, pero cuatro disparos sorpresivos acaban con la vida de Ethan, el misterioso atacante es...Charlie.
Cuando Jack le pregunta por qué mató a Ethan, Charlie le dice que no iba a decirles nada de donde venía y que "merecía morir". Al final, Claire recuerda la mantequilla de maní imaginaria de Charlie, lo visita y le dice que quiere confiar en él.